# 知念かおり
知念 かおり（ちねん かおり、1974年7月28日 - ）は、囲碁の棋士。沖縄県平良市出身、日本棋院東京本院所属、時本壱九段門下。女流本因坊4期、女流棋聖5期など。攻めと地の両方をこなし、柔軟で勝負強い棋風。夫は楊嘉源九段。

## 経歴
沖縄県宮古島市（旧平良市）で育ち、小学2年の時に父から囲碁の手ほどきを受ける。小学6年の時に、囲碁の勉強のために8か月間沖縄本島に住み、関西棋院で院生となる予定であったが、ホームシックから宮古島に戻った。その後中学2年で少年少女囲碁大会中学生の部ベスト32、全日本女流アマチュア囲碁選手権大会ベスト16。中学3年の時に上京し、その当時開設されたばかりの日本棋院幕張研修センターに入り院生生活を始めるが、年齢制限で退所を余儀なくされ、沖縄県出身の縁で茨城県に住む時本壱八段の内弟子になる。内弟子時代は剣道なども習った。
1993年入段。1995年初段で女流本因坊戦で挑戦者となるが、5番勝負で吉田美香六段に1-3で敗退。1997年三段で、再度の挑戦で吉田美香に3-1で勝ち、初タイトル獲得、その後3連覇。また1997年7月には楊嘉源九段と結婚し、妊娠中の5番勝負、椅子対局で話題になった。2000年に女流棋聖戦で小林泉美に挑戦し、2-1でタイトル獲得し、以後4連覇。同年に、平良市民栄誉賞を授与する。2005年、三段昇段後50勝の規定により四段昇段。同年末の第4回正官庄杯戦(年始は第3回)では日本チームの四番手として出場し、3人抜きを果たすが芮廼偉に敗れる。現在子供は、娘・息子・娘の3人。
早打ち。愛称は「ニコちゃん」。

### 獲得タイトル
登場は挑戦手合か決勝。他の棋士との比較は、囲碁の女流タイトル在位者一覧 を参照。
| タイトル    | 番勝負           | 獲得年度        | 登場 | 獲得期数 | 連覇 |
| 女流本因坊  | 五番勝負 10‐11月 | 1997-1999・2004 | 8    | 4期      | 3    |
| 女流名人    | 三番勝負 4月     |                 | 1    |          |      |
| 女流棋聖    | 三番勝負 1-2月   | 2000-03・2005   | 7    | 5期      | 4    |
| 獲得合計9期 |                  |                 |      |          |      |

### その他の棋歴
国内棋戦
- リコー杯プロペア碁選手権戦優勝 1995年（結城聡とペア）
- 女流本因坊 挑戦者 1995、2002年
- 女流名人 挑戦者 2009年

国際棋戦
- 日中スーパー囲碁女流対抗戦
  - 1998年 2-0 徐螢
  - 1999年 2-0 梁雅娣
  - 2000年 1-2 黎春華
- 正官庄杯世界女子囲碁最強戦
  - 2006年 3-1（○李玟眞、○范蔚菁、 ○李英信、×芮廼偉）
  - 2011年 0-1（×文度媛）